# Paracles brunneivenis
Paracles brunneivenis là một loài bướm đêm thuộc phân họ Arctiinae, họ Erebidae.